# Čistye Prudy (Oblast' di Kaliningrad)
Čistye Prudy (Чистые Пруды; in tedesco fino al 1938 Tollmingkehmen, dal 1938 al 1945 Tollmingen; in lituano Tolminkiemis) è un comune rurale (Sel'skoe poselenie) della Russia, appartenente al Nesterovskij rajon nell'oblast' di Kaliningrad.

## Geografia antropica
Il comune di Čistye Prudy (Sel'skoe poselenie Čistoprudnenskoe – Сельское поселение Чистопрудненское) comprende i centri abitati (Poselok) di Čistye Prudy, Borovikovo, Vetrjak, Dimitrievka, Dokučaevo, Dubovaja Rošča, Znamenka, Il'inskoe, Kalinino, Karpinskoe, Krasnoles'e, Lesistoe, Mičurinskoe, Ozerki, Pugačëvo, Sadovoe, Sosnovka e Tokarevka.